# A gonosz álarca
A gonosz álarca – eredeti címén Santa Diabla (’Szent Ördög’), angolul Broken Angel (’Rossz angyal’) – egy 2013 és 2014 között készült amerikai telenovella a Telemundótól. Főszereplői: Gaby Espino, Aarón Díaz, Carlos Ponce és Ximena Duque. A sorozatot 2013. augusztus 6-án 22:00 órai kezdettel mutatta be a Telemundo. Magyarországon a TV2 vetíti 2014. június 1-től.

## Történet
|  | Alább a cselekmény részletei következnek! |

Amanda Brown rövid ismeretség után feleségül megy a gazdag ügyvédhez, Humberto Canóhoz. Amanda célja, hogy bosszút álljon első férje, Willy haláláért.
Két évvel korábban Willy Delgado boldogan élt feleségével, Santával és a fiával, Willy-vel. Willy zenetanárként dolgozott a Cano-családnál. Miután visszautasította Bárbarának, Humberto testvérének a közeledését, Bárbara a lánya, Daniela segítségével bosszúból börtönbe juttatta Willy-t. Humberto parancsára Willy-t a börtönben meggyilkolták. Santa elhatározta, hogy Paulának, Willy testvérének a segítségével valamennyi Canón bosszút áll Willy haláláért.
Két évvel később pedig nem sokkal az esküvője előtt Amanda megismeri Santiagót, a fiatal zenészt, aki Humberto testvére. Bár a vonzalom kölcsönös, Amanda feleségül megy Humbertóhoz. Nem sokkal később Amanda terhes lesz és Santiagóval egymásba szeretnek olyannyira, hogy emiatt Amanda Humbertóval való veszekedése közben leesik a lépcsőn és elveszti magzatát. Paula viszonyt folytatja kapcsolatát Willy gyilkosával, El Toróval, álnevén Ricardóval, aki Amanda sofőrje lesz. Paula szerelmes belé, de a férfi csak kihasználja, és mivel lelepleződik, Paula előtt Humberto megöli. Santiago feleségül veszi Inés-t, hogy kiszabaduljon a letartóztatásból, ahova Humberto juttatta, illetve azért, mert úgy tudja, hogy a lány az ő gyermekével várandós. Inés gyermekének az apja azonban valójában nem Santiago, hanem Willy Delgado. Willy ugyanis nem halt meg 2 évvel ezelőtt a börtönben, hanem miután Orlando megkéselte, Vicente, Inés és Humberto édesapja, elment a börtönben lévő gyengélkedőre, ahol Willy-t ápolták. Humbertónak azt hazudta, hogy a tervük bevált és a férfi meghalt, ám ez nem így történt, Vicente lefizette az ápolót, hogy tegyen úgy, mintha a beteg meghalt volna. Vicente két és fél évre lezárta Willy-t a nyaralójuk pincéjébe, mert egykor teherbe ejtette a lányát. Inés végül sok erőlködés után megtudta, kit rejteget az apja odalent a pincében, és annyit kért Willytől, hogy ejtse teherbe (hogy így a magzatot Santiago gyermekének állíthassa be), és cserébe szabadon engedi. Lucy segítségével elvitték Willy-t egy bordélyba, ahol a Pedro álnevet kapta, és kiderült, kikkel csalta még meg a feleségét. Köztük volt Inés, Begonia, Daniela, Lucy és Transitó is. Marrerób, a Guatemalai drogkartell feje is megérkezik, aki tönkre akarja tenni Santiagót a Gloriával való viszonya miatt. Ő Franco García Herrera. Nem sokkal később meghal Vicente, ami miatt Santa börtönbe kerül. Itt ismeri meg La Diablát, aki nem más mint Santiago halottnak hitt ikertestvére, Alicia Cano. A két lány jóban lesz és Santa elmeséli, miért akart bosszút állni a Cano-családon, mit sem sejtve arról, hogy pont a sógornőjével beszél erről. Egy idő után Alicia is elmeséli, hogy azért van rajta szemkendő, mert a jobb szeme hiányzik, az anyja eldobta emiatt, sőt még egy sírt is csináltatott, amire az ő nevét vésette. Nevelője Mónica Perez volt, akinek férje bántani akarta a lányt, ezért Alicia megölte és javítóintézetbe, majd börtönbe került. Sógora, George, hozza ki a börtönből, míg Santát Franco, aki beleszeret a nőbe. Aliciának Elisa, Mara édesanyja lesz a támogatója Santa mellett, akiknek elmondja, hogy miért gyűlöli ennyire az anyját. Közben George is meghal, akit Paula sirat meg, mivel ő volt a második szerelme. Alicia felfedi kilétét testvérei előtt, és mindent elkövet, hogy bántsa anyját az őt ért sérelmekért. Franco közben szeretné, ha Santa az övé lenne olyannyira, hogy képes tűzharcot produkálni. Alicia ölte meg George-ot, és ezt az egészet Santára fogja, emiatt Paula meggyűlöli barátnőjét. George temetésén Daniela teljesen összetörik és az anyját hibáztatja apja haláláért. Daniela elmegy kábítószerért egy sikátorba, ahol a helyzetét kihasználva többen is megerőszakolják. Lisette és Iván segítségével kiderül, hogy gyermeket vár. Arturo és Lisette sok küszködése éppenhogy megoldódik, amikor kiderül, hogy nem Arturo Felipe édesapja, hanem Humberto. Viszont nem tiltja el nevelőjétől és fizeti a tartásdíjat. Megműtik Alicia arcát, ezáltal már teljes életet élhet, ráadásul Willy-vel nyiltan is vállalják, hogy egymásba szerettek. Santiagóról kiderül, hogy gyerekkora óta személyiségzavarban szenved, ami miatt az egész családjának rossz volt, de főleg Humbertóónak. Szinte csak Gaspar úr sajnálta. Elmeséli, hogy ő ölte meg Ulisest, hogy ártson bátyjának, majd Patricio segítségét kéri. Eleinte lehet rá számítani, de megrémül és inkább Humbertóék mellé áll, csakúgy mint Inés. Kiderül Santiagóról, hogy egy rövid ideig börtönben volt, pont akkor, amikor Willy. Ott szeretett bele teljesen Santába, amikor meglátta egy fényképen, amit Willy cellájában talált. Paula harmadszor is szerelmes lesz, méghozzá a drogkartell vezetőjének a dublőrébe, Renébe. A történet úgy ér véget, hogy Santiago megöli Inést és Humbertót, ő maga pedig elmegyógyintézetbe kerül. Daniela megszüli gyermekét, Alicia visszakerül a börtönbe, de együtt lesz Willyvel. Barbara egyedül marad égett arccal és az anyjával, Transitó énekes lesz, Iván eltemeti Victoriát, aki meghalt rákban és ír róla egy második könyvet, Panchó pedig ráeszmél, hogy meleg. Santa, Begónia, Paula, René, Willy, az ifjabbik Willy, és a kicsi Inés egy családként élik tovább az életüket, és kiderül, hogy Santa még Humberto halála előtt teherbe esett a férfitől.
|  | Itt a vége a cselekmény részletezésének! |

## Szereplők

### Főszereplők
| Színész(nő)              | Szerepnév                                                    | Megjegyzés | Magyar hang         |
| ------------------------ | ------------------------------------------------------------ | --- | ------------------- |
| Gaby Espino              | Santa Martínez de Delgado / Amanda Brown de Cano "La Diabla" | Begoña lánya, Willy édesanyja, Willy felesége, Humberto menyasszonya / felesége                                                                                      | Pálfi Kata          |
| Aarón Díaz               | Santiago Cano                                                | Zenész/Bűnöző, Gaspar és Francisca fia, Humberto és Bárbara testvére, Alicia ikertestvére, Inés férje                                                                | Varga Gábor         |
| Carlos Ponce             | Humberto Cano/Robledo                                        | Ügyvéd, Vicente és Francisca fia, Santiago, Barbara, Alicia, Inés és Pancho féltestvére, Ivan és Felipe édesapja, Amanda férje, Gaspar nevelt fia, Lisette szeretője | Miller Zoltán       |
| Ximena Duque             | Inés Robledo de Cano                                         | Vicente lánya, Pancho testvére, Humberto féltestvére, Santiago felesége, van egy kislánya                                                                            | Czető Zsanett       |
| Frances Ondiviela        | Victoria Colleti de Vidal                                    | Carlos és Ulises testvére, Patricio menyasszonya/felesége | Mics Ildikó         |
| Roberto Mateos           | Patricio Vidal                                               | Bűnöző, Victoria férje | Németh Gábor        |
| Lincoln Palomeque        | Willy Delgado/Pedro                                          | Zenetanár, Santa férje, Willy jr. édesapja, Paula testvére | Szatmári Attila     |
| Wanda D’Isidoro          | Bárbara Cano de Millán                                       | Gaspar és Francisca lánya, Santiago, Humberto és Alicia testvére, George felesége, Daniela édesanyja                                                                 | Haumann Petra       |
| Ezequiel Montalt         | Jorge 'George' Millán                                        | Bárbara férje, Daniela édesapja | Bozsó Péter         |
| Lis Vega                 | Lisette Guerrero de Santana                                  | Ivan és Felipe édesanyja, Humberto (ex)szeretője, Arturo felesége | Söptei Andrea       |
| Zully Montero            | Hortensia de Santana                                         | Arturo édesanyja | Halász Aranka       |
| Fred Valle               | Gaspar Cano                                                  | Francisca férje, Santiago, Alicia és Bárbara édesapja, Humberto nevelőapja                                                                                           | Cs. Németh Lajos    |
| Virna Flores             | Paula Delgado                                                | Willy testvére, Santa barátnője | Balogh Anna         |
| Eduardo Orozco           | Arturo Santana                                               | Hortensia fia, Felipe nevelőapja, Lisette férje | Rába Roland         |
| Kenya Hijuelos           | Lucy Medina                                                  | Cseléd a Cano-házban, Pancho barátnője | Pap Katalin         |
| Alberich Bormann         | Iván Cano                                                    | Humberto és Lisette fia, Felipe testvére | Czető Roland        |
| Jeimy Osorio             | Mara Lozano                                                  | Arturo barátnője, Humbeto üzlettársa, Elisa lánya | Majsai-Nyilas Tünde |
| Raúl Izaguirre           | Vicente Robledo                                              | Ügyvéd, Inés, Pancho és Humberto édesapja | Barbinek Péter      |
| Luis Caballero           | Carlos Colleti                                               | Rendőr és lánykereskedő, Victoria és Ulises testvére | Seres Dániel        |
| Gerardo Riverón          | Milton Reverte                                               | Pap | Melis Gábor         |
| Gilda Haddock            | Francisca de Cano                                            | Gaspar felesége, Santiago, Humberto, Bárbara és Alicia édesanyja, Vicente szeretője                                                                                  | Simorjay Emese      |
| Beatriz Valdés           | Begoña Flores                                                | Cseléd a Cano-házban, Santa édesanyja | Rátonyi Hajni       |
| María Raquenel           | Tránsito Carvejal                                            | Prostituált, Carlos szeretője később Patricio szeretője | Ősi Ildikó          |
| Javier Valcárcel         | Francisco "Pancho" Robledo                                   | Rendőr, Vicente fia, Inés és Humberto testvére, Lucy barátja | Horváth Illés       |
| Ana Osorio               | Daniela Millán Cano                                          | Bárbara és George lánya | Csuha Bori          |
| Jorge Eduardo García     | Willy Delgado jr.                                            | Santa/ Amanda és Willy fia | Bogdán Gergő        |
| Gledys Ibarra            | Elisa Lozano                                                 | Mara édesanyja | Kocsis Judit        |
| Carlos Augusto Maldonado | Ulises Colleti                                               | Victoria és Carlos testvére | Nagy Dániel Viktor  |
| Pedro Telémaco           | Lázaro Illianes                                              | Mara barátja, később Elisa barátja | Maday Gábor         |
| Cristian de la Campa     | Franco García Herrera / René Alonso/Sebastian Blanco         | Kábítószerkereskedő, Gloria özvegye és gyilkosa, Santiago ellensége, Barbara szeretője, szerelmes Santá-ba                                                           | Kerekes József      |
| Maki Soler               | Alicia Cano "La Diabla"                                      | Santa cellatársa a börtönben, Gaspar és Francisca lánya, Santiago ikertestvére, Humberto és Bárbara testvére                                                         | Spilák Klára        |

### Vendég- és mellékszereplők
| Színész(nő)            | Szerepnév                                     | Megjegyzés                                                              | Magyar hang             |
| ---------------------- | --------------------------------------------- | ----------------------------------------------------------------------- | ----------------------- |
| Carlos Alberto Acosta  | Dr.Perdomo                                    |                                                                         |                         |
| Indira Leal            | Diana Cooper                                  | Paula bűntársa, Hugo Cooper felesége később özvegye                     | Erdős Borcsa            |
| Sebastian Lares        | Humberto Cano (gyerek)                        | Vicente és Francisca fia, Santiago és Barbára testvére                  |                         |
| Olegario Perez         | Miguel Zaldivar                               | bíró az Iván Cano ügyben, Patricio bűntársa                             | Galbenisz Tomasz        |
| Carlos Mario Gómez     | Dr.Williams                                   |                                                                         |                         |
| Catalina García        | Robledo asszony                               | Vicente felesége, Inés és Pancho édesanyja                              |                         |
| José Ramon Blanch      | Orlando Fuentes 'El Toro' / Ricardo Hernández | Bűnöző, Willy gyilkosa / Amanda sofőrje                                 | Menszátor Héresz Attila |
| Mario Alejandro Santos | Santiago Cano (gyerek)                        | zenész, Gaspar és Francisca fia, Humberto és Bárbara testvére           |                         |
| Evelyn Santos          | Gloria                                        | Franco García Herrera felesége, Santiago exbarátnője                    | Bogdányi Titanilla      |
| Emily Álvarado         | Alicia Cano (gyerek)                          | Santiago ikertestvére                                                   | Laudon Andrea           |
| Figarola               | Margaret James                                |                                                                         |                         |
| Isaam Villamil         |                                               | börtönőr, Iván rosszakarója                                             | Tokaji Csaba            |
| Jimmy Bernal           | Alexander Wayne                               | George barátja, texasi földbirtokos                                     | Gubányi György          |
| Danny Debs             | Manriquez Őrmester                            | rendőr                                                                  |                         |
| Elisa Berdugo          | Marisela                                      | prostituált                                                             |                         |
| Flavia Scarpa          | Dr.Silvia Mandujano                           |                                                                         |                         |
| Alejandro Irizarry     | Rene Alonso                                   |                                                                         |                         |
| Alexander Jiménez      | El Coyote                                     | bűnöző, Carlos bűntársa a lánykereskedésben majd Patrició alkalmazottja |                         |
| Azucena Ordonez        | Bruja                                         |                                                                         |                         |
| Fraind Marin           | Gonzalo Zenteno                               | Ügyvéd                                                                  |                         |
| Héctor Contreras       | Cifuentes                                     | rendőr, Pancho asszisztense                                             | Kapácsy Miklós          |
| Ernesto Faxas          | Marcos Aguilar                                | Bűnöző                                                                  |                         |
| Randy Melgarejo        | Dr.Sergio Mendóza                             | Orvos Inés rémálmában, Vicente bűntársa, a Robledo család háziorvosa    |                         |
| D'Michael Hass         | Felipe Santana                                | Hortensia fia, Arturo testvére                                          |                         |